# Recombinatie (natuurkunde)
Recombinatie en ladingdragen in de vastestoffysica van halfgeleiders zijn de processen waarbij verplaatsbare ladingdragers (elektronen) en elektronengaten worden gevormd of opgevuld. Recombinatie en ladingdragerprocessen zijn de basis voor de werking van vele optoelektronische halfgeleiders, zoals fotodioden, LEDs en laserdioden. Ze zijn ook onmisbaar voor een volledige analyse van pn-overgangapparaten, zoals bipolaire transistors en pn-overgangdioden.
Het elektronengatpaar is de fundamentale eenheid van generatie en recombinatie, overeenkomend met een elektronverplaatsing tussen de valentieband en de geleidingsband.